# Crisanto Valdés
Crisanto García Valdés conosciuto anche come Tati Valdés (Mieres, 15 marzo 1947 – Gijón, 14 febbraio 2009) è stato un calciatore e allenatore di calcio spagnolo, di ruolo centrocampista.

## Carriera
Dopo aver militato nel Caudal Deportivo de Mieres, squadra della sua città natale, a 18 anni fu ingaggiato dallo Sporting Gijón. Restò nel club asturiano per tutta la sua carriera, per un totale di 14 stagioni.
Dopo il ritiro allenò lo Sporting Atletico (la squadra B dello Sporting Gijón) e il Langreo.

## Palmarès

### Giocatore

#### Competizioni nazionali
- Segunda División: 1

Sporting Gijón: 1969-1970, 1976-1977